# Петер, Гизела
Гизе́ла Пе́тер (нем. Gisela Peter) — швейцарская кёрлингистка.
В составе женской сборной Швейцарии участвовала в двух чемпионатах мира (лучший результат — бронзовые призёры в 1987) и чемпионате Европы 1991 (заняли шестое место). Чемпионка Швейцарии среди женщин, смешанных команд и юниоров.
Играла в основном на позиции третьего.

## Достижения
- Чемпионат мира по кёрлингу среди женщин: бронза (1987).
- Чемпионат Швейцарии по кёрлингу среди женщин: золото (1987, 1990).
- Чемпионат Швейцарии по кёрлингу среди смешанных команд: золото (1994).
- Чемпионат Европы по кёрлингу среди юниоров: золото (1986).
- Чемпионат Швейцарии по кёрлингу среди юниоров: золото (1986).

## Команды
| Сезон                          | Четвёртый            | Третий          | Второй            | Первый            | Запасной            | Турниры                      |
| ------------------------------ | -------------------- | --------------- | ----------------- | ----------------- | ------------------- | ---------------------------- |
| 1986                           | Марианн Флотрон      | Sandra Burkhard | Беатрис Фрай      | Гизела Петер      |                     | ЧШЮ 1986 · ЧЕЮ 1986          |
| 1986—87                        | Марианн Флотрон      | Гизела Петер    | Беатрис Фрай      | Каролина Рюк      |                     | ЧШЖ 1987 · ЧМ 1987           |
| 1989—90                        | Бригитта Лойтенеггер | Гизела Петер    | Марианна Гуткнехт | Карин Лойтенеггер |                     | ЧШЖ 1990 · ЧМ 1990 (7 место) |
| 1991—92                        | Бригитта Лойтенеггер | Гизела Петер    | Карин Лойтенеггер | Helga Greiner     | Susanne Geissbühler | ЧЕ 1991 (6 место)            |
| Кёрлинг среди смешанных команд |                      |                 |                   |                   |                     |                              |
| 1993—94                        | Jacques Greiner      | Гизела Петер    | Stephan Gertsch   | Helga Greiner     |                     | ЧШСК 1994                    |

(скипы выделены полужирным шрифтом)